# Marga reglowa
Marga reglowa (Quedius paradisianus) – gatunek chrząszcza z rodziny kusakowatych i podrodziny kusaków.

## Taksonomia
Gatunek opisany został po raz pierwszy w 1839 roku przez Oswalda Heera pod nazwą Philonthus paradisianus. Jako miejsce typowe wskazano „Paradies an der Zaportalp” w Szwajcarii. Zalicza się do niego dwa podgatunki:
- Quedius paradisianus korgeanus Fagel, 1968
- Quedius paradisianus paradisianus (Heer, 1839)

Pierwszy opisany został w 1968 roku przez Gastona Fagela na łamach „Bulletin & annales de la Société royale d'entomologie de Belgique”. Jako miejsce typowe wskazano Abant Dagh w zachodniej Turcji. Epitet gatunkowy nadano na cześć Horsta Korgego.

## Morfologia
Chrząszcz o wydłużonym ciele długości od 7 do 8,5 mm. Głowa jest okrągława, czarna ze słabym połyskiem brązowym oraz z brunatnożółtymi czułkami i głaszczkami. Czułki mają człon pierwszy krótszy niż dwa następne razem wzięte, a człon trzeci znacznie dłuższy niż drugi. Przedplecze jest wypukłe, jednolicie czarne. Na powierzchni czarnej tarczki obecne jest punktowanie. Pokrywy są czarne ze słabym połyskiem brązowym, czasem z brunatno rozjaśnionymi krawędziami tylnymi, niekiedy z parą podłużnych plam czerwonawej barwy. Oprócz punktów makroskopowych na powierzchni pokryw wyraźnie widoczne są punkty mikroskopowe. Odnóża są w całości brunatnożółte. Tylna ich para odznacza się stopami o członie pierwszym nie przekraczającym długością członu ostatniego. Odwłok jest smolistoczarnobrunatny, czasem z brunatnymi rozjaśnieniami tylnych krawędzi tergitów. Na przedzie trzech pierwszych tergitów odwłoka nie występują szarobrunatne plamki.

## Ekologia i występowanie
Owad głównie górski, zasiedlający przede wszystkim regiel dolny i regiel górny, ale obecny też w piętrze subalpejskim. Bytuje w ściółce, pod opadłymi liśćmi i kamieniami, wśród mchów, oraz w butwiejących starych pniakach i kłodach. Szczególnie częsty wzdłuż strumieni i potoków. Jest drapieżnikiem polującym na ślimaki, larwy i drobne bezkręgowce, zjadającym także ich jaja.
Gatunek palearktyczny, znany z Francji, Niemiec, Szwajcarii, Austrii, Włoch, Łotwy, Polski, Czech, Słowacji, Węgier, Ukrainy, Rumunii, Chorwacji, Bośni i Hercegowiny, Macedonii Północnej, południowej Rosji, Cypru, Turcji, Kaukazu i Turkmenistanu. W Europie występuje tylko podgatunek nominatywny. W Polsce znany z Przedgórza Sudeckiego, Sudetów, Wyżyny Krakowsko-Częstochowskiej i Karpat – szczególnie w tych ostatnich pospolity.